# روبرت برنتيس
روبرت برنتيس (بالإنجليزية: Robert Prentice) هو منافس ألعاب قوى أسترالي، ولد في 4 نوفمبر 1923، وتوفي في يونيو 1987.

## وصلات خارجية
- روبرت برنتيس على موقع أوليمبيديا (الإنجليزية)
- روبرت برنتيس على موقع اللجنة الأولمبية الأسترالية (الإنجليزية)